# Paul Martini (Mediziner)
Paul Martini (* 25. Januar 1889 in Frankenthal (Pfalz); † 8. September 1964 in Galenberg) war ein deutscher Mediziner und Hochschullehrer.

## Leben
Nach dem Studium der Medizin in München und Kiel wurde Martini 1917 promoviert. Seit 1908 war er Mitglied der katholischen Studentenverbindung KDStV Aenania München. Später wurde er noch Mitglied der KDStV Bavaria Bonn und der KDStV Trifels München. Er war Kriegsteilnehmer im Ersten Weltkrieg und anschließend auch Mitglied im Freikorps Epp. Er habilitierte nach einer längeren Zeit als Assistent, dann Oberarzt an der II. Medizinischen Klinik der Universität München bei Friedrich von Müller. Zum außerordentlichen Professor wurde er 1926 ernannt und konnte 1927 als Chefarzt an das St.-Hedwig-Krankenhaus in Berlin wechseln.
In der Berliner Zeit entstanden wichtige Arbeiten zur therapeutischen Urteilsbildung und 1932 sein Buch „Methodenlehre der Therapeutischen Untersuchung“. In vielen Schriften wird seine Unzufriedenheit über die Mechanismen der therapeutischen Urteilsbildung der damaligen Zeit ersichtlich. Im Jahr 1932 wurde er auf den Lehrstuhl für Innere Medizin der Universität Bonn berufen und setzte dort seine therapeutischen Studien fort. Auch im Zweiten Weltkrieg wurde er eingezogen und mit EK II und KVK II dekoriert. Durch die Zeit des Nationalsozialismus ging der Katholik, wenn auch nicht ohne antisemitische Vorbehalte, so doch ohne schuldhafte Verstrickung, weshalb er 1948 erster Präsident der Deutschen Gesellschaft für Innere Medizin (DGIM) nach dem Krieg wurde und den ersten Internistenkongress (in Wiesbaden) leitete. In Bonn war er 1953/54 Rektor der Universität und wurde 1959 emeritiert.
Martini war nach 1949 auch als Arzt für Konrad Adenauer und andere Bonner Politiker tätig. Adenauers Kalender führt über 60 Begegnungen zwischen 1949 und 1962 mit Martini auf, der bald auch als Adenauers politischer Ratgeber besonders in der Wissenschaftspolitik fungierte.

## Ehrungen
- Paracelsus-Medaille (1957)[4]
- Paul-Martini-Medaille in Gold (1967, postum)
- Friedrich-von-Müller-Plakette (1958)
- Mitglied der Deutschen Akademie der Naturforscher Leopoldina, Sektion Innere Medizin (1959)[5]
- Großes Bundesverdienstkreuz mit Stern[4] (1959)
- Ehrenmitglied der DGIM[4]

In Bonn ist im Klinikviertel Venusberg eine Straße nach Paul Martini benannt.

## Veröffentlichungen (Auswahl)
- 1927 Die unmittelbare Krankenuntersuchung: Ärztliches sehen, hören und fühlen
- 1932 Methodenlehre der therapeutischen Untersuchung (spätere Auflagen unter dem Titel: Methodenlehre der therapeutisch-klinischen Forschung)
- 1953: Über das Wesen und die Behandlung des essentiellen Hochdrucks. In: Münchener Medizinische Wochenschrift. Band 95, Nr. 1, 2. Januar 1953, S. 33–42 (O. Bollinger-Vorlesung, gehalten in München am 11. Dezember 1952).